# Apocalypse (álbum de Bill Callahan)
Apocalypse es un álbum de estudio de Bill Callahan, lanzado el 5 de abril de 2011 por Drag City. Es su tercer álbum de estudio lanzado bajo su propio nombre.
Mojo y Pitchfork colocaron a Apocalypse en el puesto #23 en sus respectivas listas de mejores álbumes de 2011, mientras que Uncut la coloco en el puesto #25. En 2019, Pitchfork coloco al álbum en el puesto #39 en su lista de mejores 200 álbumes de la década de 2010.

## Lista de canciones
| N.º | Título                   | Duración |  |
| 1.  | «Drover»                 | 5:24     |  |
| 2.  | «Baby's Breath»          | 5:30     |  |
| 3.  | «America!»               | 5:33     |  |
| 4.  | «Universal Applicant»    | 5:53     |  |
| 5.  | «Riding for the Feeling» | 6:05     |  |
| 6.  | «Free's»                 | 3:13     |  |
| 7.  | «One Fine Morning»       | 8:46     |  |